# Marie-Paule Kieny

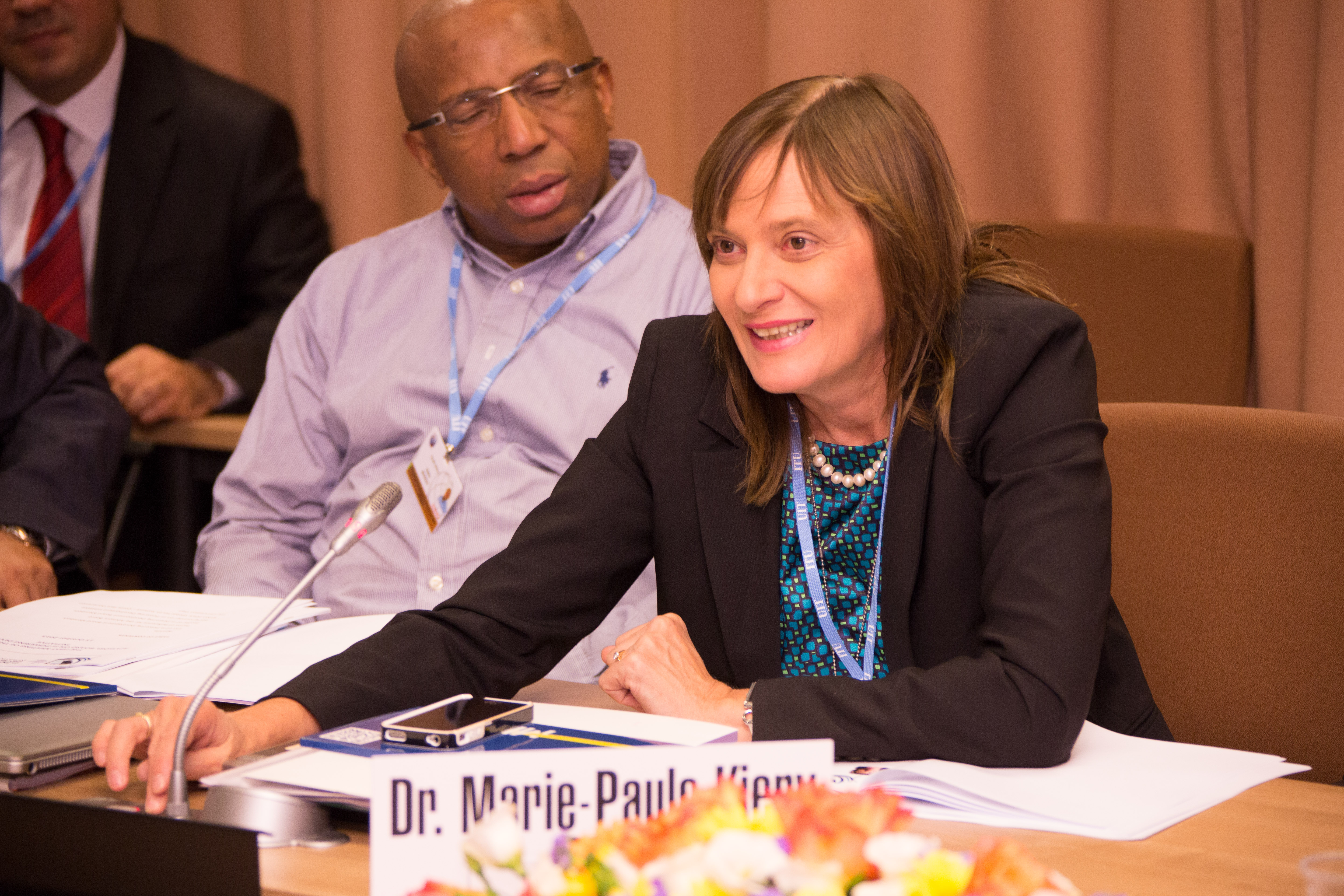
Marie-Paule Kieny

Marie-Paule Kieny (* 24. April 1955 in Straßburg) ist eine französische Virologin, Impfexpertin und Expertin für Öffentliche Gesundheit. Derzeit ist sie Forschungsdirektorin bei INSERM und Vorstandsvorsitzende der Initiative Drugs for Neglected Diseases (DNDi).

## Studium
Marie-Paule Kieny promovierte 1980 in Mikrobiologie an der Universität Montpellier und erhielt 1995 ihre Habilitation à diriger des recherches (HDR) an der Universität Straßburg.
Die Autonome Universität Barcelona verlieh ihr 2019 die Ehrendoktorwürde für ihr Engagement für die öffentliche Gesundheit und die allgemeine Gesundheitsversorgung.

## Karriere
Nach ihrer Promotion arbeitete Marie-Paule Kieny bis 1982 als stellvertretende wissenschaftliche Leiterin beim Unternehmen Transgene SA in Straßburg unter der Leitung von Jean-Pierre Lecocq.
Sie trat in das INSERM ein und wurde zwischen 1999 und 2000 zum ersten Mal Forschungsdirektorin. Sie war bis 2010 Mitglied der Europäischen Impfinitiative.
Von 2002 bis 2010 war sie Forschungsdirektorin bei der Weltgesundheitsorganisation, insbesondere während des Ausbruchs der Influenza A (H1N1) im Jahr 2009. Sie wurde zur stellvertretenden Generaldirektorin befördert und spielte eine wichtige Rolle beim Ausbruch des Ebolavirus in Westafrika und beim Ausbruch des Zika-Virus in Amerika.
Angesichts der Bedenken verschiedener Akteure des Gesundheitswesens und eines Teils der Bevölkerung hinsichtlich der Logistik und der frühen Freigabe des neuen Ebola-Impfstoffs engagierte sie sich persönlich und ließ sich den neuen Impfstoff verabreichen, um seine Unbedenklichkeit zu demonstrieren.
Sie befasst sich auch mit der Frage der Antibiotikaresistenz und beaufsichtigte die Entwicklung der ersten WHO-Liste der unentbehrlichen Arzneimittel, die ein Protokoll für die Verwendung von Antibiotika als Teil einer globalen Gesundheitspolitik enthält. Sie gab eine Liste antibiotikaresistenter Bakterien in Auftrag, die in der Forschung Priorität haben sollten (wenn auch nicht so hoch priorisiert wie das extrem resistente Tuberkulosebakterium XDR-TB), wie z. B. Carbapeneme-resistente Stämme von Acinetobacter baumannii und Pseudomonas aeruginosa.
Im Jahr 2012 war sie eine von sieben Impfexperten, die von der Zeitschrift Wired über die Zukunft der Impfung in den nächsten zehn Jahren befragt wurden.
Im Jahr 2017 trat sie dem Vorstand des Human Vaccines Project bei, wurde zur Interimsdirektorin des Medicines Patent Pool Foundation (MPPF) ernannt und trat der Drugs for Neglected Diseases Initiative als Vorsitzende des Verwaltungsrats bei.
Sie war auch Mitglied des Verwaltungsrats von BioMérieux und Beraterin für Global Initiative on Sharing All Influenza Data GISAID.
Im Jahr 2020, während der COVID-19-Pandemie, war sie Mitglied des Comité analyse recherche et expertise (CARE) (Expertengremium mit 12 Wissenschaftlern und Ärzten), um die französische Regierung in Bezug auf Behandlungen und Tests für SARS-CoV-2 zu beraten.
Im Januar 2021, als die französische Regierung ihre Impfkampagne gegen Covid-19 startete, wurde sie Mitglied des Conseil d'orientation de la stratégie vaccinale (Beratungsgremium für Impfstrategie) unter dem Vorsitz von Alain Fischer.

## Auszeichnungen
- Ehrendoktorwürde der Autonomen Universität Barcelona (2019)[2]
- Prix International de l’INSERM (2017)[1]
- Preis Génération 2000-Impact Médecin (1994)[1]
- Innovationspreis Rhône-Poulenc (1991)[1]

## Verdienstorden
- Ritter der Ehrenlegion (2016)[1]
- Offizier des Ordre national du Mérite (2021, Ritter in 2000)[1]